# Peter Acworth
Peter Thomas Acworth (* 12. Oktober 1970 in San Francisco) ist ein britischer Webunternehmer. Er war der Gründer und CEO von Kink.com, einer Internetpornografie-Produktionsfirma, die sich auf BDSM- und Fetisch-Themen konzentriert. Laut dem San Francisco Bay Guardian orientierte sich Acworths Arbeit an „Kinks Prinzipien intimer, gesprächiger, spielerischer und für beide Seiten erfreulicher Interaktionen“, und er brachte die Überzeugung zum Ausdruck, dass „eine Produktlinie aus der tatsächlichen Fantasie eines Individuums stammen sollte.“

## Werdegang
Acworth hatte während seines PhD-Studiums an der Columbia University erste Berührungspunkte mit der Pornoindustrie. Nachdem er in einer britischen Boulevardzeitung eine Geschichte über einen Feuerwehrmann gelesen hatte, der in kurzer Zeit 250.000 Pfund durch den Start einer Internetpornografieseite verdient hatte, beschloss er 1997, eine eigene Pornoseite zu eröffnen. Da Acworth nach eigener Beschreibung lebenslanges Interesse an Bondage angab, orientierte er die Website an BDSM-Pornos.
Die Website Hogtied.com enthielt Inhalte, die von anderen Bondage-Pornografie-Produzenten lizenziert wurden. Acworth beendete daher sein Studium, um ganztägig an den Produktionen zu arbeiten.
1998 zog Acworth von New York City nach San Francisco. Als Acworth feststellte, dass sich die Verkäufe abschwächten, weil andere Websites denselben Inhalt verwendeten, begann er, seine eigenen Inhalte zu produzieren, wobei er sich zunächst selbst mit verschiedenen Darstellerinnen präsentierte, die er über Craigslist oder seine Freunde als Fotograf gefunden hatte.
Im Jahr 2000 gründete Acworth unter Cybernet Entertainment, Inc., seine zweite Unternehmung, Fucking Machines. Eine Reihe weiterer Websites folgte, und 2006 änderte Acworth den Firmennamen Cybernet in Kink.com.
Ende 2006 gab Acworth den Kauf der San Francisco Armory, einem historischen Gebäude der Nationalgarde bekannt. Er kündigte an, dass Kink.com in das Gebäude einziehen werde, um es als Unternehmensbüro und als Studio für die Produktion seiner Filme zu nutzen. Infolgedessen verkaufte er das derzeitige Büro von Kink.com in der 942 Mission Street für 6,5 Millionen US-Dollar, mehr als doppelt so viel, wie er vier Jahre zuvor dafür bezahlt hatte. „Alle unsere Immobiliengewinne sind in der Armory“, sagte Acworth gegenüber der San Francisco Business Times.
Acworths Kauf der Armory stieß zunächst auf lokalen Protest, später erhielt „Acworth schließlich Lob für die Restaurierungsarbeiten, die er an der seit langem leerstehenden maurischen Backsteinburg durchgeführt hatte.“ Im Jahr 2018 wurde das Gebäude nach einem mehrjährigen Rückgang der Einnahmen von Kink.com für 65 Millionen US-Dollar verkauft.
Ab 2008 trat Acworth gelegentlich in Kink.com-Projekten auf und fungierte zusätzlich als CEO. Acworth wurde 2018 als CEO durch die langjährige Mitarbeiterin Alison Boden ersetzt.
Acworth wurde im Februar 2013 wegen Behinderung der Justiz wegen angeblicher Verzögerungen verhaftet, während die Polizei einen Bericht über Schusswaffen untersuchte, die im historischen Schießstand der Waffenkammer abgeschossen worden sein sollten. Die Polizei fand ein Gramm Kokain in Acworths Nähe und er wurde zusätzlich des Besitzes beschuldigt. Alle Anklagen wurden später fallen gelassen.